# Lascamento
O termo lascamento é usado pelos arqueólogos, em relação às indústrias líticas (quer pré-históricas ou não), para designar uma operação de talhe lítico consistente no fracionamento intencional da matéria prima. Alguns autores usam o termo "lascamento" como sinônimo de "debitagem", enquanto outros autores distinguem a "façonnage", a "debitagem" e o "retoque" como lascamentos específicos, ou seja, métodos que caracterizam ações precisas de lascamento. Tais autores diferenciam a façonnage, na qual as lascas são descartadas, enquanto na debitagem, as lascas se tornam o objetivo principal do lascamento.

## Façonnage
A façonnage está relacionada com a redução, em etapas sucessivas, de um bloco de matéria-prima visando a obtenção de um instrumento ou de uma matriz cujos bordos serão, em um segundo momento, organizados para obter vários instrumentos". Na façonnage, as lascas são, portanto, subprodutos da redução da matéria prima até uma forma pré-estabelecida.

## Debitagem
A debitagem retira lascas (flocos, lâminas ou lamelas) de um bloco de material chamado núcleo. As lascas são aqui os produtos desejados e o núcleo é um subproduto. Um dos primeiros métodos de debitagem para obter fragmentos de tamanho predeterminado é a técnica Levallois.

## Retoque
O termo "retoque" caracteriza os lascamentos, por percussão ou por pressão, visando criar ou terminar um instrumento lítico. O retoque altera um suporte, seja ele natural ou um produto de debitagem, o qual possuirá características morfológicas negativas das retiradas.